# Giovanni Fattori

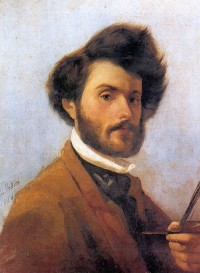
Selbstporträt von Giovanni Fattori (1854)

Giovanni Fattori (* 25. Oktober 1825 in Livorno; † 30. August 1908 in Florenz) war ein italienischer Maler und Radierer. Er war ein Vertreter der Künstlergruppe Macchiaioli. 

## Leben
Er kam aus kleinbürgerlichen Verhältnissen und studierte bei Giuseppe Baldini in Livorno und ab 1846 an der Accademia di Belli Arti in Florenz. In Florenz studierte er bei Giuseppe Bezzuoli und speziell die Fresken von Ghirlandaio und Filippino Lippi. 1848/49 beteiligte er sich an der Unabhängigkeitsbewegung. Unter dem Einfluss von Giovanni Costa (Nino Costa) schloss er sich den Macchiaioli an, die von der akademischen Malerei ihrer Zeit abgesetzte realistische Freilichtmalerei betrieben. Er war mit den Vertretern der Macchiaioli Telemaco Signorini, Adriano Cecioni, Vincenzo Cabianca und Cristiano Banti befreundet. Bei einem Wettbewerb um ein Schlachtenbild ging er 1861 als Sieger hervor (Das italienische Feld nach der Schlacht von Magenta, heute in der Galleria d Arte Moderna in Florenz). 1875 war er kurz in Paris, wo er von Camille Corot beeinflusst war und Édouard Manet bewunderte. 1873 bis 1880 malte er in der Campagna Romana und 1880 bis 1890 in der Maremma in der Toskana. 1895 wurde er Professor für Landschaftsmalerei an der Accademia di Belle Arti in Florenz.
Er malte Landschaften, bäuerliche Szenen und war für realistische Schlachtenbilder bekannt (wie dem Gestürzten Reiter, um 1880, Galleria d’Arte Moderna, Florenz). Weitere wichtige Werke sind zum Beispiel Der Rote Karren (Pinacoteca di Brera) und das Bildnis seiner Cousine Argia (1861, Galleria d’Arte Moderna, Florenz). Einige Bilder malte er auf die Deckel von Zigarrenkisten.
Er wird zwar den Macchiaioli zugerechnet, schloss sich ihnen aber relativ spät und nie ganz an. Sein Geschmack war klassisch geschult – Colacicchi nennt ihn den klassischsten Maler unter den Neoklassikern und Romantikern des 19. Jahrhunderts in Italien. Er war sein Leben lang gegen den Impressionismus und den Nachimpressionismus. Im Jahre 1891 verfasste er eine Polemik gegen den Pointillismus.

## Galerie

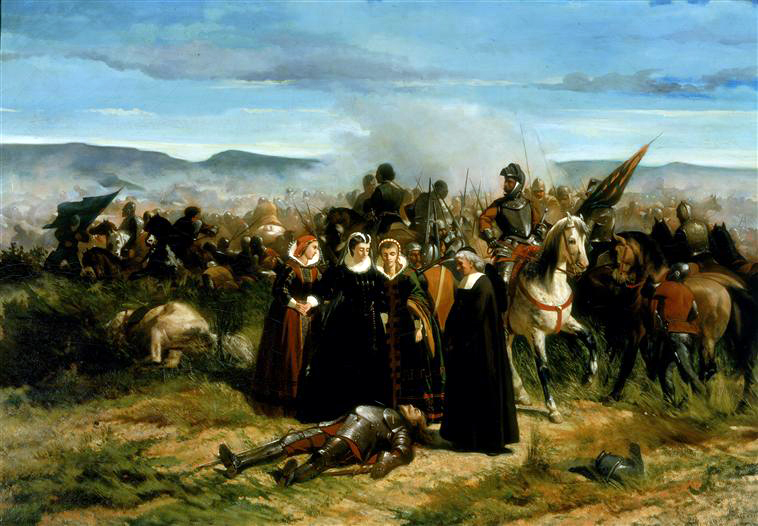
Maria Stuart bei Crookstone
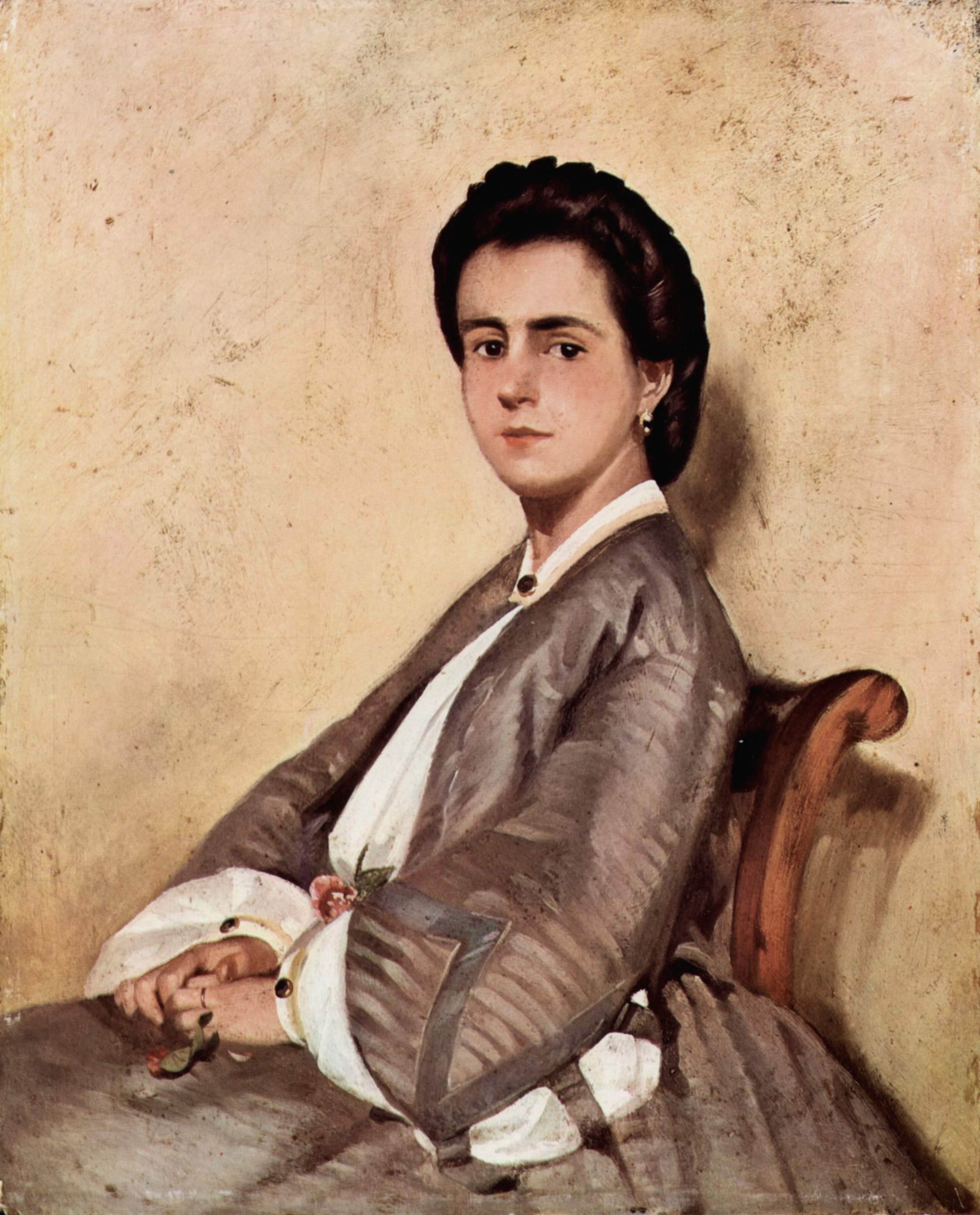
Porträt der Cousine Argia
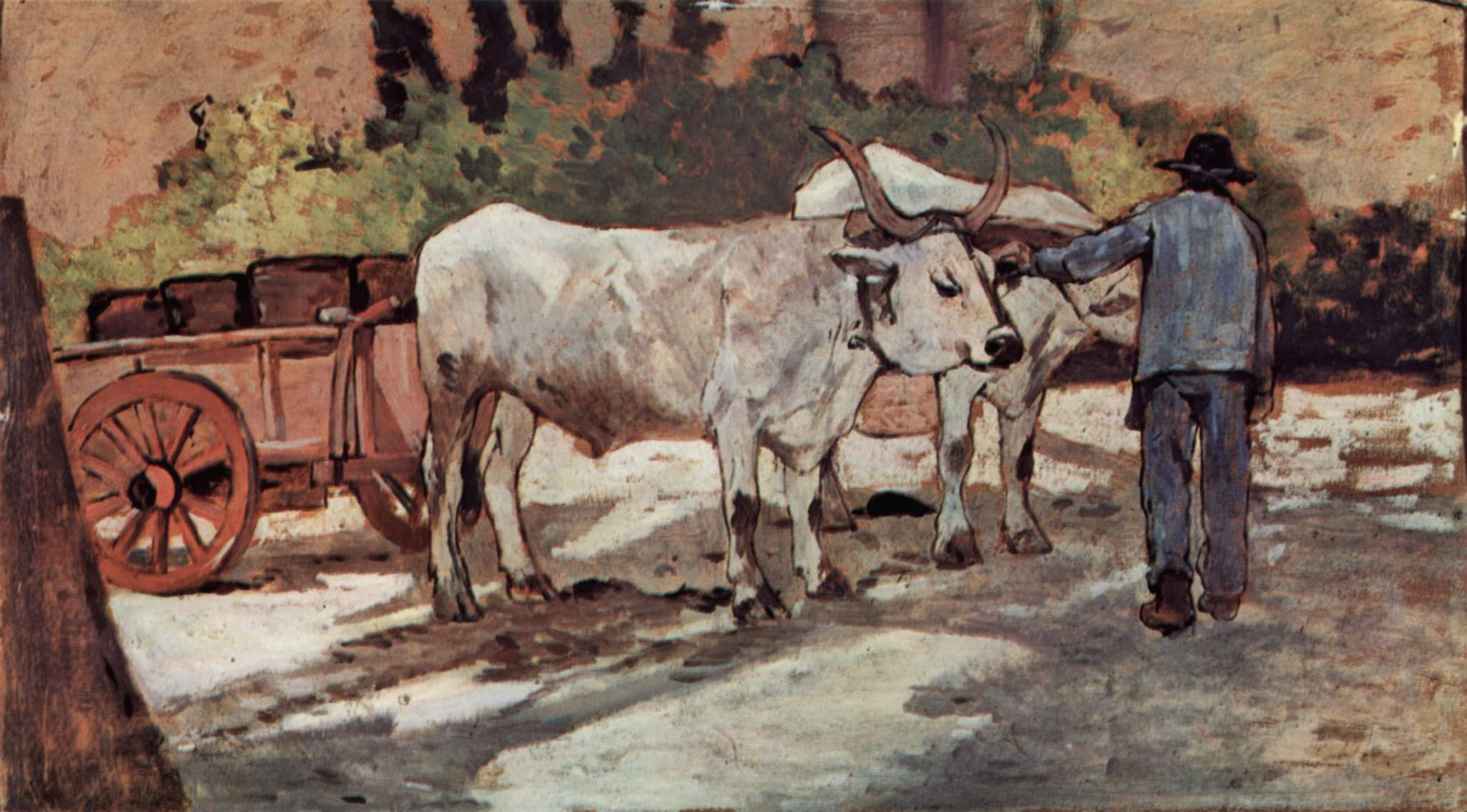
Bauer mit Ochsenkarren
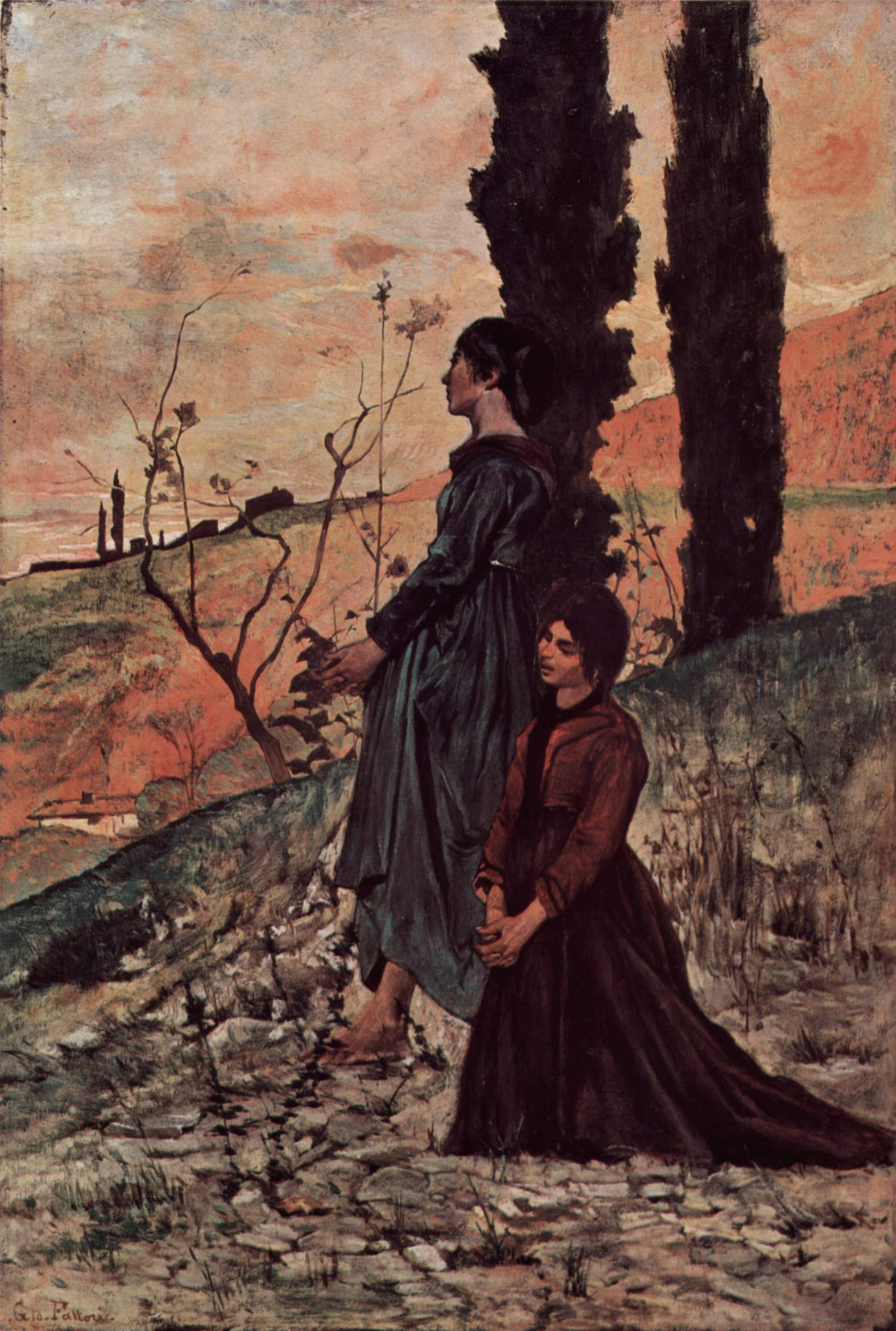
Das Abendgebet
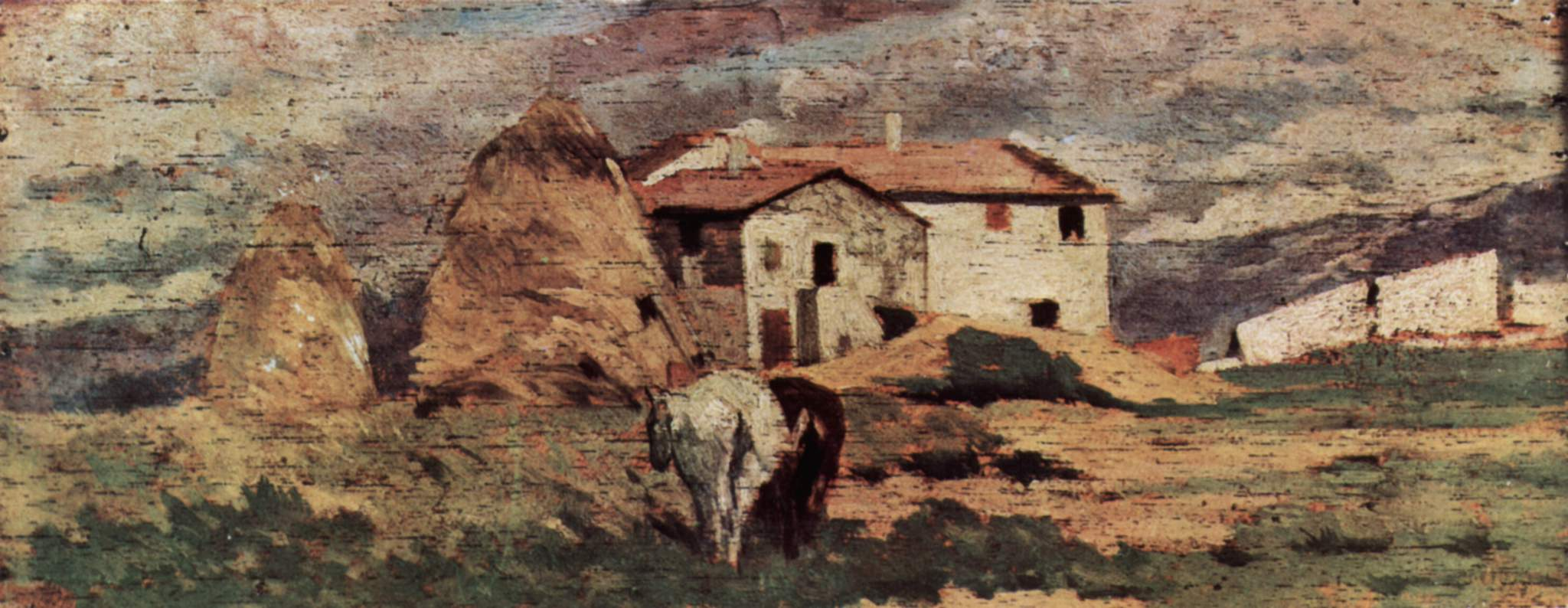
Bauernhaus in Landschaft bei Livorno
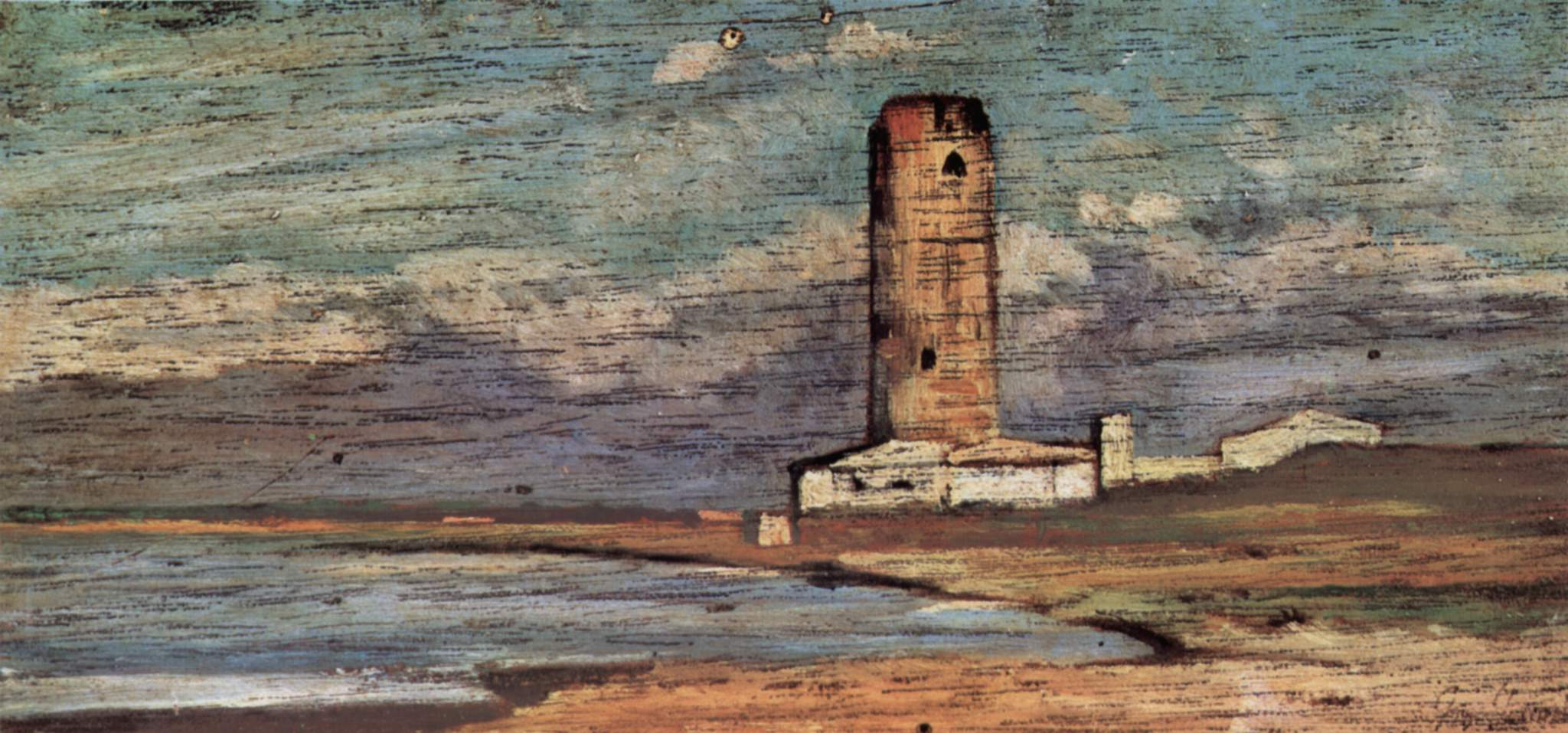
Turm von Magnale
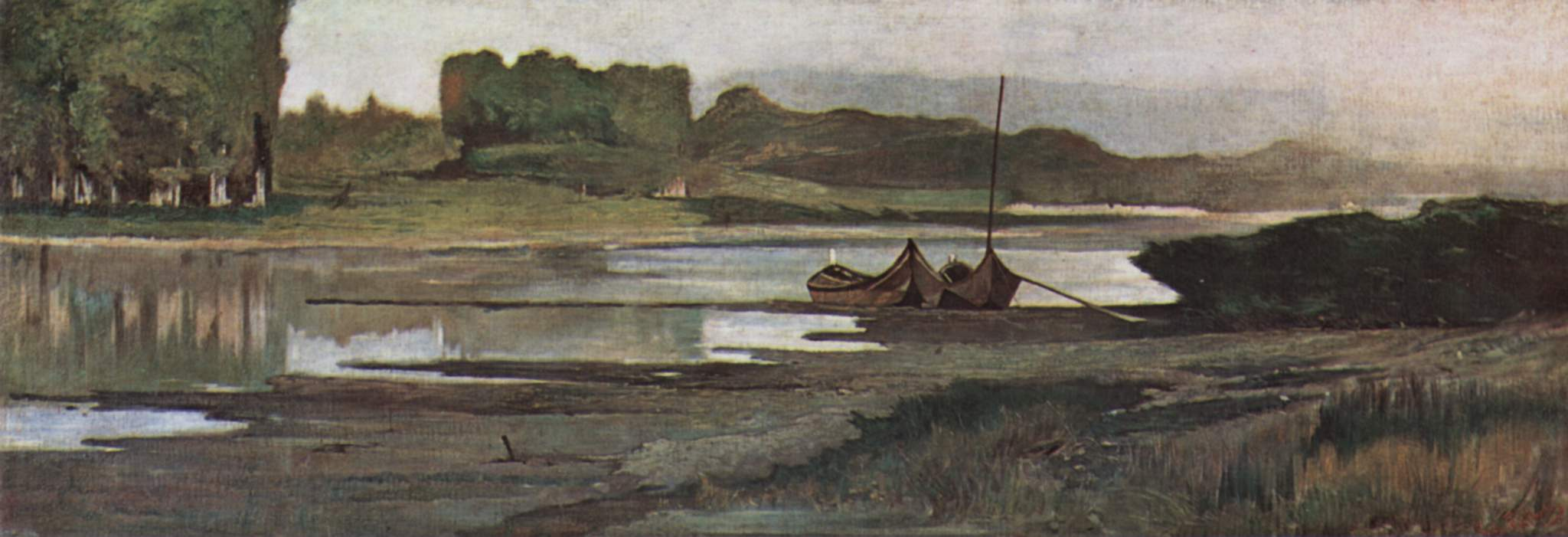
Arno bei Bellariva
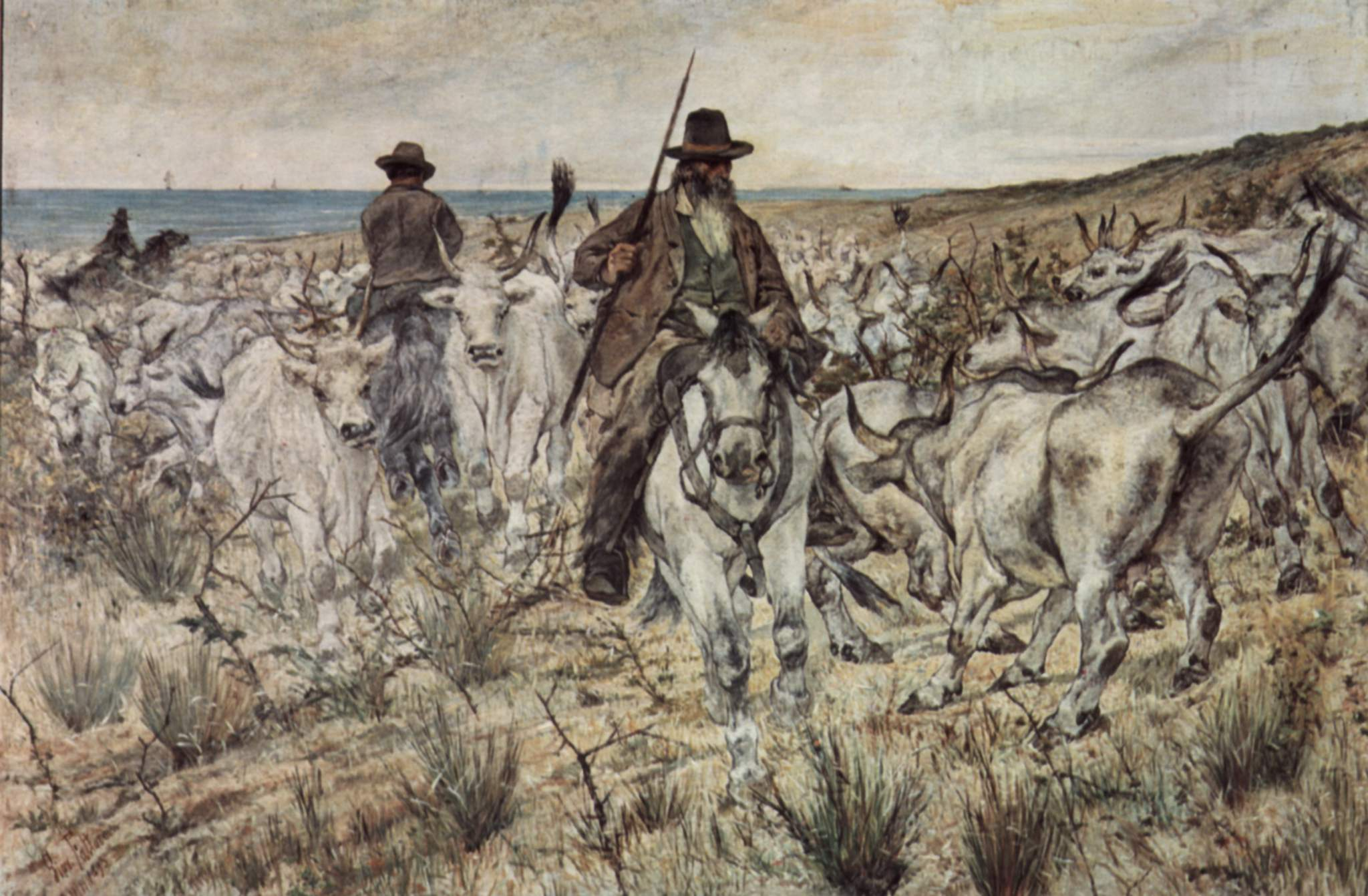
Berittene Hirten mit Stierherde
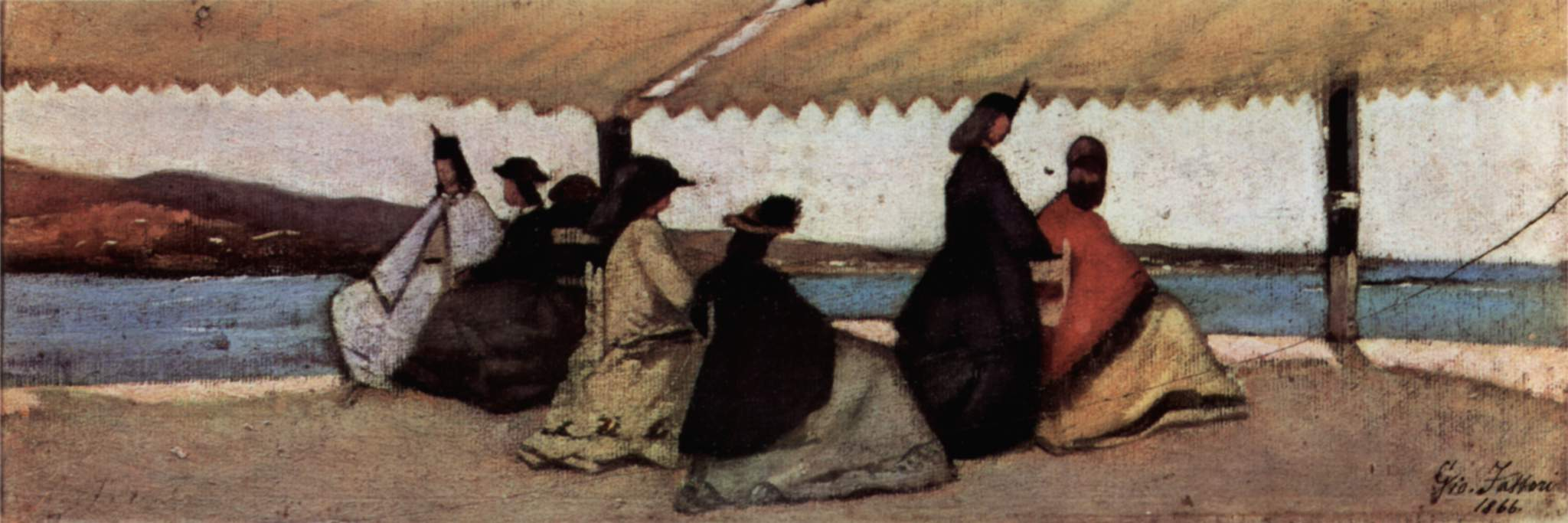
Die Rotonde von Palmieri 1866
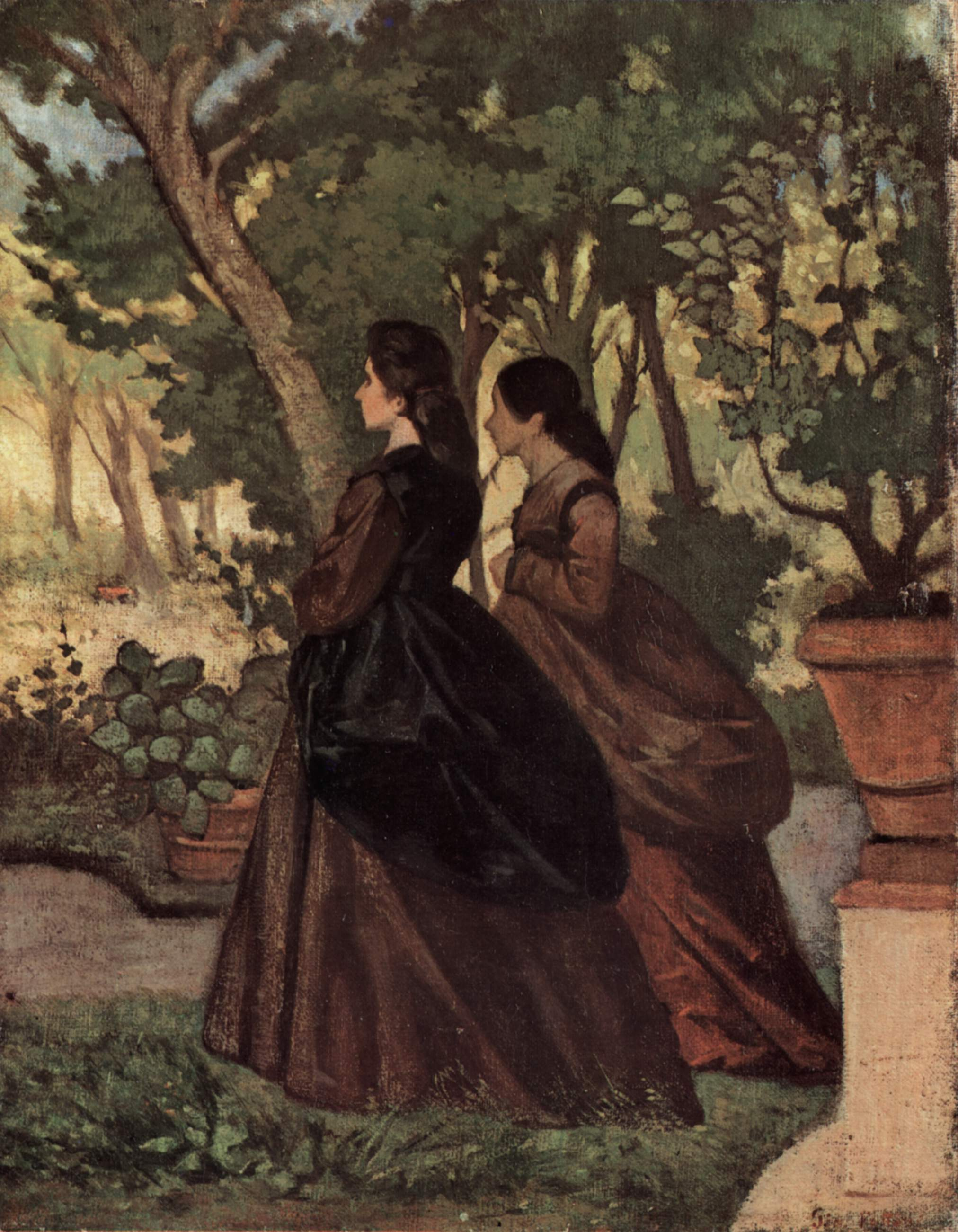
Damen im Garten von Castiglioncello
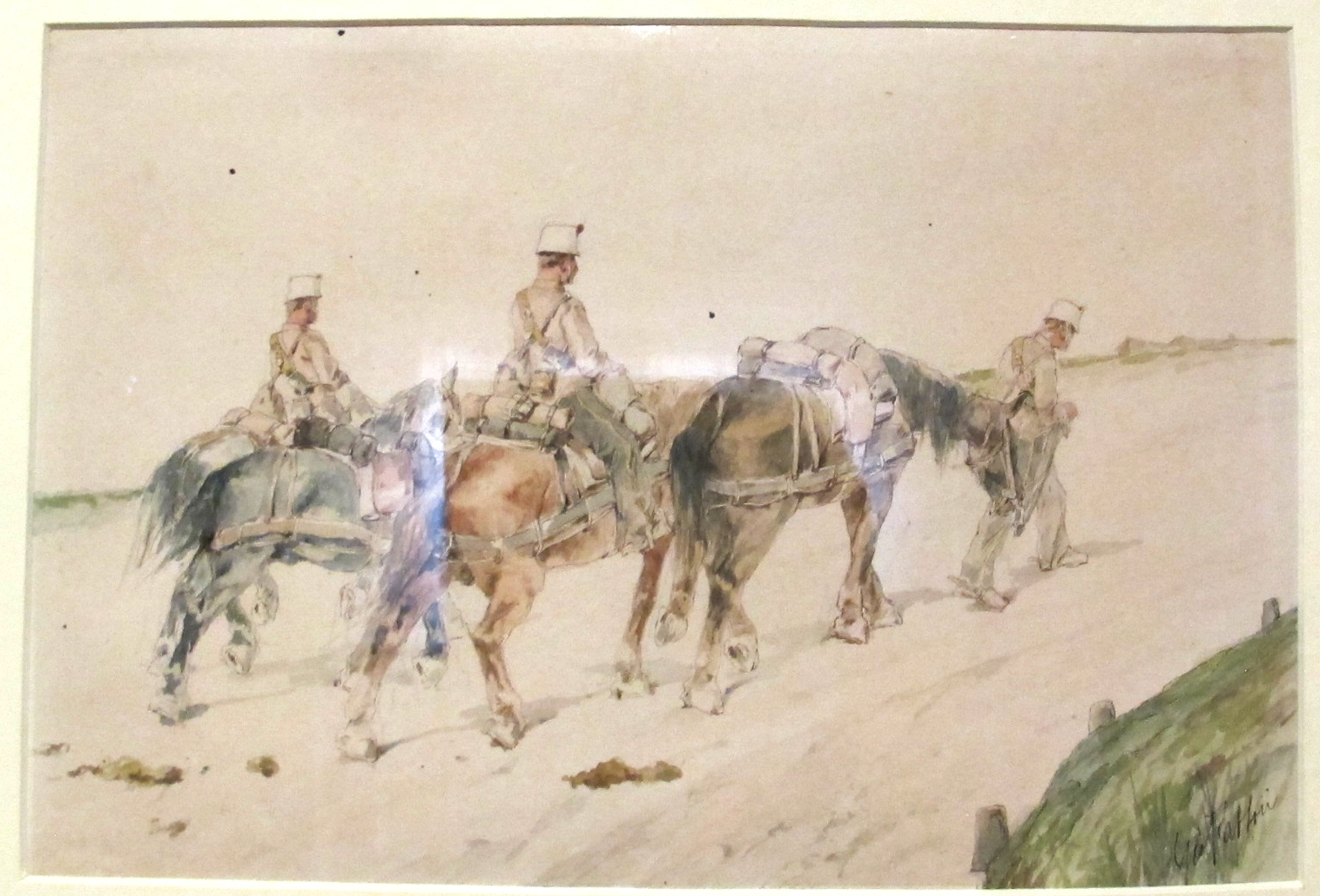
Kavallerie
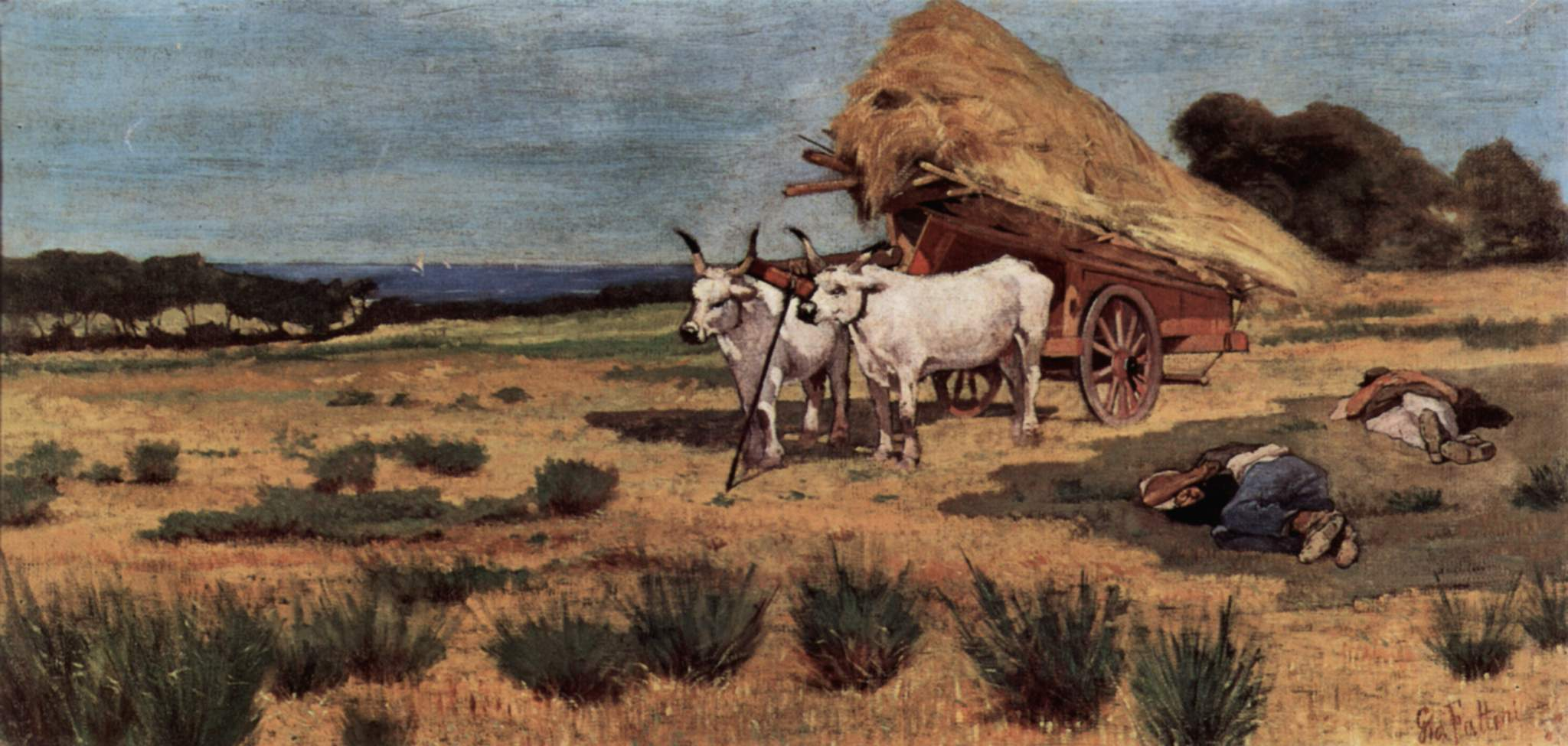
Pause in Maremma mit Bauern und Ochsengespann
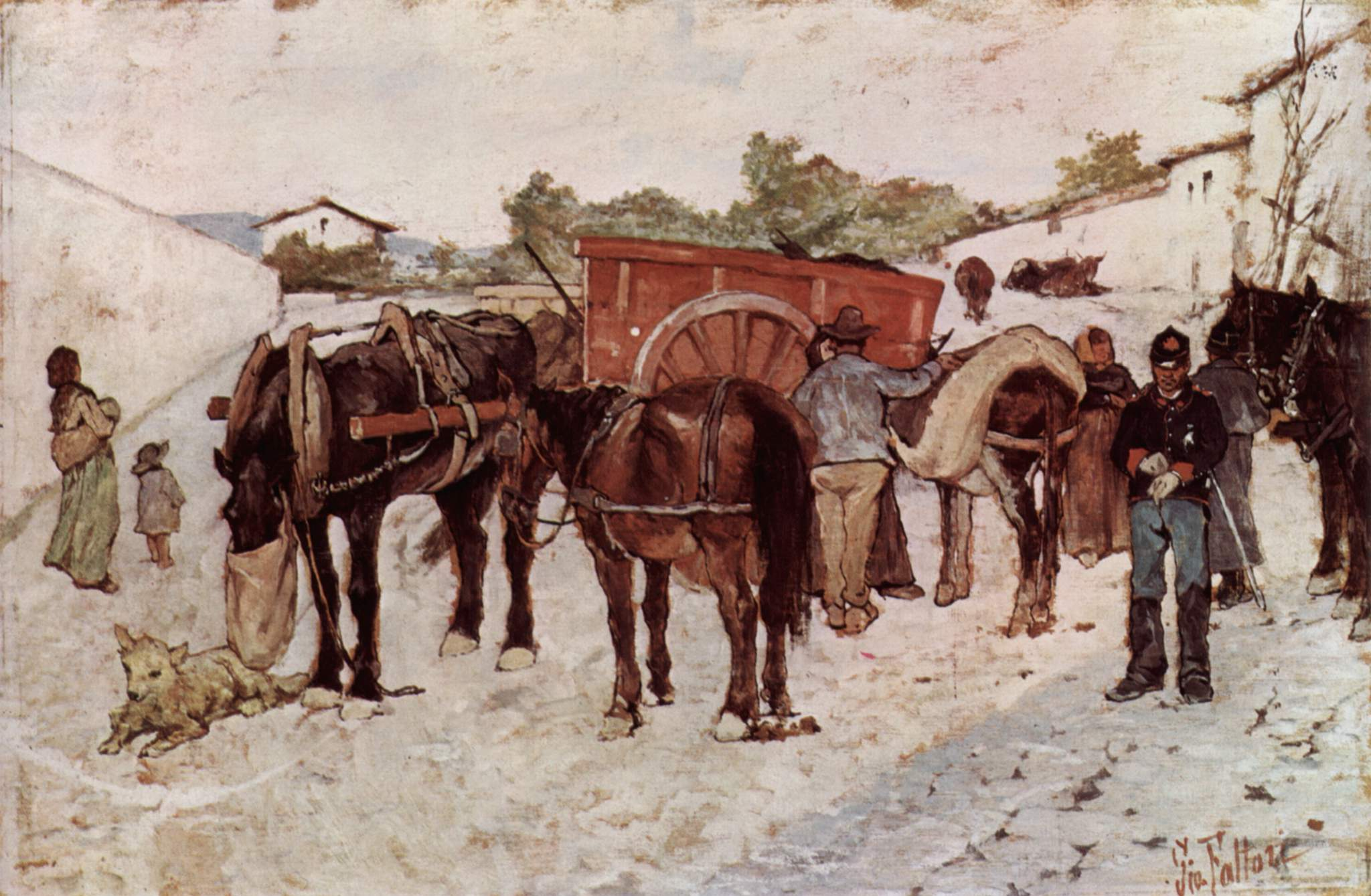
Straße in der Campagna mit Landarbeitern und Soldaten
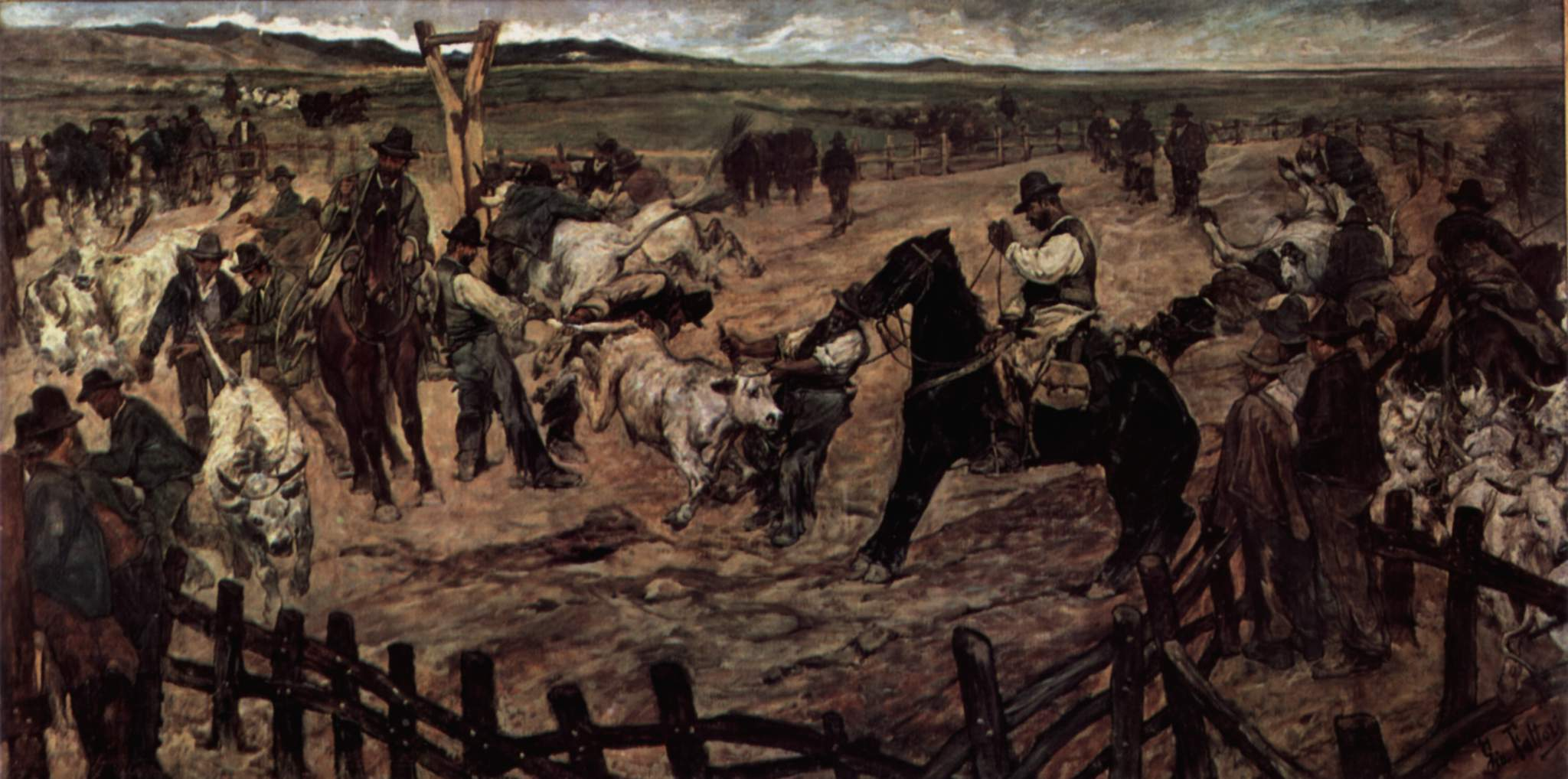
Markieren der jungen Stiere